# 台灣絃樂團
台灣絃樂團（英語：Academy of Taiwan Strings，簡稱ATS）於1990年由小提琴家鄭斯鈞成立，總部位於台北市臨沂街75巷4-1號B1，為台灣目前歷史最悠久的弦樂團。台灣絃樂團於2001年起連續獲選「文建會演藝團隊發展扶植計劃」，自1997年起，陸續舉辦融合教學、講座，及音樂會的四屆國際音樂節，2000年起，開始舉辦小提琴大賽，以改變台灣傳統比賽的規則，仿傚國際比賽的模式，以初賽、決賽演奏完整樂曲。台灣絃樂團演奏足跡不僅在台灣，也曾巡迴歐洲各地如巴黎及德國與瑞士，也是台灣第一個受邀日本演出的弦樂團，並且與許多世界著名的演奏家同台演出，如法國小提琴家克里斯托夫‧浦利葉（Christophe Boulier），日本小提琴家安永徹（Toru Yasunaga），美國小提琴家詹姆士‧巴斯威爾（James Buswell），台灣的曾宇謙，中國小提琴家寧峰等等。
台灣絃樂團每兩年固定舉辦小提琴比賽，得名者將受邀與台灣弦樂團於國家音樂廳合作演出協奏曲。知名小提琴家曾宇謙和林品任，曾於2004年分別獲得國小組與國中組第一名。

## 外部連結
- 台灣絃樂團網站 （页面存档备份，存于）（繁體中文）（英文）
- 台灣絃樂團部落格 （页面存档备份，存于）（繁體中文）
- 台灣絃樂團臉書 （页面存档备份，存于）（繁體中文）